# Кацнельсон, Юлий Израилевич
Юлий Израилевич Кацнельсон (род. 1928, Корма Гомельского округа, СССР) — советский архитектор.

## Биография
Родился в еврейской семье.
- Окончил градостроительный факультет МИСИ в 1952
- Работал в институте «Томскоблпроект».
- С 1958 в Ашхабаде, где в качестве автора и руководителя проектов участвовал в разработке генпланов, детальной планировки и застройки городов и поселков Туркмении, а также комплексных программ в области расселения, градостроительства и жилищного строительства на территории республики.
- Участник архитектурных конкурсов, в том числе, на проект планировки застройки центра Ашхабада (1978, 1-я премия, диплом Всесоюзного смотра Союза Архитекторов СССР, 1983).
- Автор статей в журналах «Архитектура СССР», «Жилищное строительство»
- Автор книги «Архитектура Советской Туркмении» — «Architecture of the Soviet Turkmenistan» / Ю. И. Кацнельсон, А. К. Азизов, Е. М. Высоцкий М. : Стройиздат, 1987
- Заслуженный строитель Туркменской ССР.

## Публикации
- Ю. И. Кацнельсон, А. К. Азизов, Е. М. Высоцкий. Архитектура Советской Туркмении (Architecture of the Soviet Turkmenistan) , М. Стройиздат 1987